# Port Royal, Carolina de Sud
Port Royal este un oraș cu statutul de town din comitatul Beaufort, statul Carolina de Sud, Statele Unite ale Americii. Datorită anexării zonelor înconjurătoare, incluzând Parris Island, populația localității aînregistrat o creștere "spectaculoasă" de la 3.950 de locuitori în anul 2000 la 10.678 în anul 2010 .
Conform modului în care United States Census Bureau definește limitele localității, Port Royal este inclus în zona Beaufort Urban Cluster, respectiv în mai larga zonă micropolitană numită Hilton Head Island–Beaufort (conform, Hilton Head Island-Beaufort micropolitan area).
Frenchman Jean Ribault explored the Port Royal Sound waterways and harbours in 1562, and founded the short-lived settlement of Charlesfort there. The area later became the site of a Spanish and still later Scottish colony during the 17th century. In 1863, the Emancipation Proclamation was first read at Christmas under the Proclamation tree in Port Royal. Port Royal hosts the Soft Shell Crab Festival every year in late April during the short soft shell crab season.
The famous hurricane scene from the 1994 film Forrest Gump was filmed in the town's dock area.

## Istoric
În anul 1514, Pedro de Salazar este trimis pe pe insula Hispaniola de Lucas de Allyon să cerceteze coasta americană, debarcând în apropiere de Port Royal. În anul 1525 Spania trimite expediții noi, pentru a întemeia fortărețe pe coastă, în timp ce o grupă de hughenoți francezi sub conducerea lui Jean Ribault întemeiază aici, în anul 1562, fortăreața „Charles Forte”. Trei ani mai târziu așezarea hughenotă este distrusă de o trupă spaniolă.
Începând cu anul 1710 englezii vor coloniza ținutul. La data de 27 august 1893 un uragan a pustiit regiunea Port Royal, producând decesul a mii de oameni.
Exploatarea de caolin în ținut a condus la o reînviorarea economică a regiunii.

## Evoluția demografică
- 1960: 793 locuitori
- 1970: 2865 locuitori
- 2000: 3950 locuitori